# Schloss Trebišov

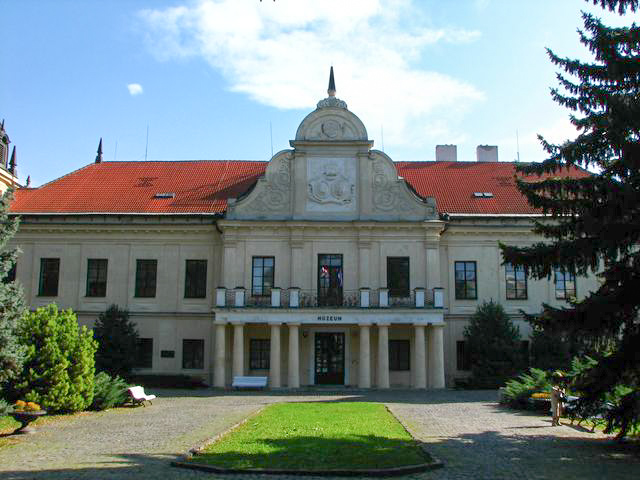
Das ehemalige Andrássy-Schloss (gegenwärtiger Zustand)

Das Schloss Trebišov (ungarisch Tőketerebes, deutsch Trebischau) ist ein Schloss im Osten der heutigen Slowakei in der gleichnamigen Stadt (vor 1918 Komitat Semplin). Es ist der ehemalige Adelssitz der ungarischen Grafenfamilie Andrássy.

## Geschichte
Bereits im Jahre 1254 war in der Ortschaft eine Wasserburg bekannt, die einen gewissen Parych (auch als Paris, bzw. Parič) gehört haben soll, der gleichzeitig als Gespan des Komitates genannt wird. Im 14. Jahrhundert wuchsen die Burg und die Ortschaft 'Terebes' zusammen, die oft ihre Besitzer wechselten. Im Jahre 1526 tagte auf der Burg der Ungarische Stände-Landtag, der nach der verlorenen Schlacht bei Mohács über eine Verteidigungsstrategie gegen das Osmanische Reich diskutierte. Die alte Wasserburg brannte im Jahre 1686 ab. Ein Jahr später (1687) erbte die Herrschaft die Familie Csáky, die aus den Ruinen der alten Wasserburg die Burg neu errichtete.
Im Jahre 1786 ließ Graf Emmerich (ung. Imre) Csáky de Körösszegh et Adorján (* 1728, † ~1805) ein neues Schloss in barock-klassizistischen Stil errichten, wobei Steine der alten Wasserburg verwendet wurden. Dessen jüngste Tochter Julianna Csáky de Körösszegh et Adorján (* ~ 1766, † ~ 1838) heiratete den Grafen Peter Szapáry (* 1766, † 1827). Die einzige Erbin aus dieser Verbindung war Marianna Adelheid (genannt 'Etelka') Gräfin Szapáry de Szapár, Muraszombat et Széchy-Sziget (* 26. September 1798 in Ödenburg, Königreich Ungarn; † 10. November 1876 in Szőlőske, Österreich-Ungarn). Etelka heiratete im Jahre 1819 den Grafen Károly Andrássy de Csíkszentkirály et Krasznahorka (* 29. Februar 1792 in Rosenau, † 3. August 1845 in Brüssel), wodurch das Schloss in den Besitz der Familie Andrássy überging.

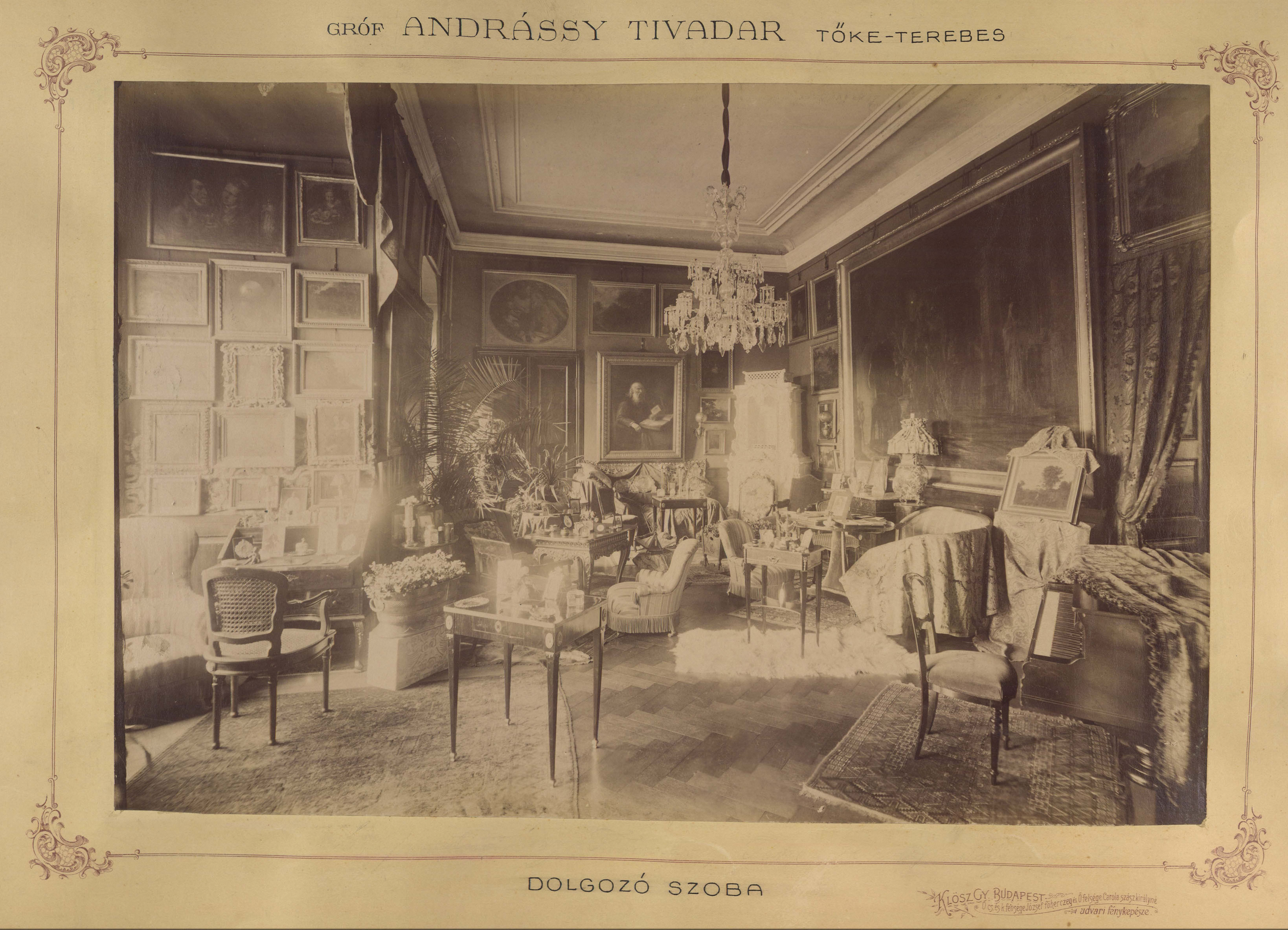
Hauptgebäude, ursprüngliche Einrichtung (Arbeitszimmer)

In der zweiten Hälfte des 19. Jahrhunderts wurde der Besitz durch die Andrássys erweitert und im historisierenden Stil (in Anlehnung an die Renaissance) umgestaltet. Graf Gyula Andrássy der Ältere, der Begründer der Tőketerebeser Nebenlinie der Andrássys, ließ das Gut zu einer herrschaftlichen Residenz ausbauen. In dem 62 Hektar großen Park pflanzte er seltene Hölzer, legte Springbrunnen und einen Fischteich an. Außerdem wurden zahlreiche Wirtschaftsgebäude umgebaut bzw. neu errichtet. Zum Ende des 19. Jahrhunderts gehörte dieser Park zu den schönsten im gesamten Österreich-Ungarn.
Auf Schloss Tőketerebes wurde Gyula Andrássy d. J. geboren und sein Vater verbrachte als Ruheständler hier die letzten Jahre seines Lebens. Nach dem Tode von Gyula Andrássy (d. Ä.) erbte dessen ältester Sohn Tivadar Andrássy die Herrschaft. Im Schlosspark ließ Tivadar Andrássy zwischen 1891 und 1893 für seinen verstorbenen Vater Gyula Andrássy d. Ä. ein Mausoleum errichten. Es handelt sich hier um einen neogotischen Bau, welcher vom deutschen Architekten Arthur Meinig geplant wurde. Der Entwurf erregte großes öffentliches Aufsehen. Selbst Kaiser Franz Joseph I. war davon so beeindruckt, dass er sich den Architekten vorstellen ließ. Im Inneren weist das Mausoleum ein Sterngewölbe auf. Der Sarkophag im Mausoleum ist das Werk des ungarischen Bildhauers György Zala (* 1858, † 1937) und stammt aus den Jahren 1893–1895. Er enthält die Gebeine Andrássys und seiner Frau Katalin. Über dem Sarkophag befinden sich zwei Bronze-Kartuschen mit den Wappen des Grafen und seiner Frau. Die Seelen der Toten werden durch die Skulptur eines Engels beschützt.

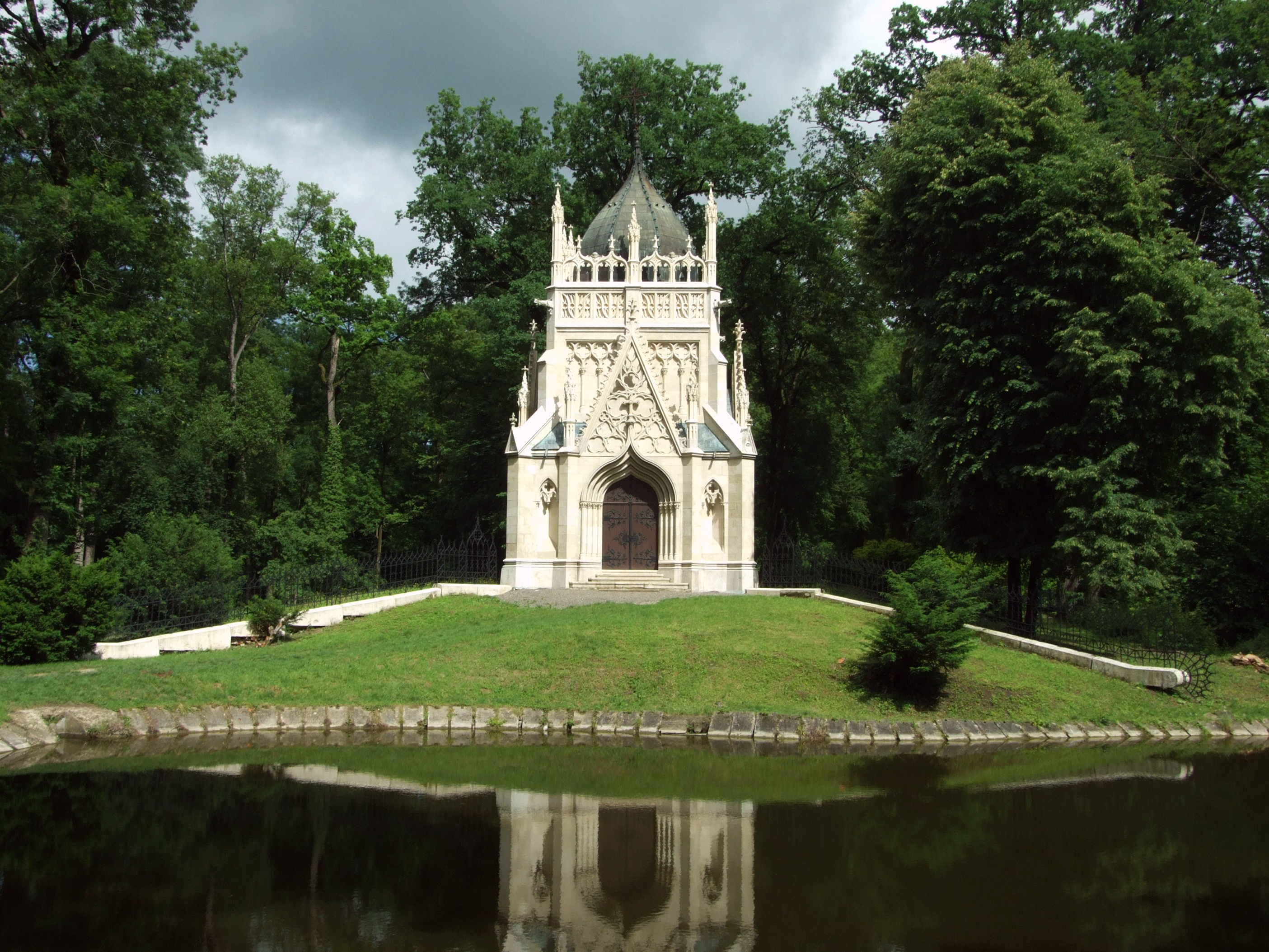
Das Andrássy-Mausoleum im Schlosspark

Nach dem Zusammenbruch Österreich-Ungarns und der Gründung der Tschechoslowakei im Jahre 1918 wurde der gesamte Andrássy-Besitz in Tőketerebes enteignet und ging in staatlichen Besitz über. Im Schloss wurde in der Anfangszeit ein Krankenhaus eingerichtet und danach wurde es als Museum für landwirtschaftliche Ausstellungen genutzt. Die ursprüngliche Einrichtung wurde gestohlen.
Ganz besonders während der Zeit der sozialistischen Tschechoslowakei nach 1945 hatte das gesamte Anwesen schwer zu leiden. Das Schloss jedoch auch der Park wurde in Mitleidenschaft gezogen. Die Parkanlagen sowie die besonderen Pflanzen des Parks ließ man in dieser Zeit zugrunde gehen. Das Mausoleum wurde in der Zeit des Sozialismus aufgebrochen; auch der Sarg von Gyula Andrássy wurde geschändet. Eine Besserung der Situation trat erst 2005 ein.
Gegenwärtig versucht man das gesamte Anwesen wieder in Ordnung zu bringen. Die Reithalle wurde inzwischen gründlich renoviert. Man beabsichtigt auch das fehlende Mobiliar zu ersetzen. Da von der ursprünglichen Einrichtung nahezu nichts vorhanden ist, sollen Möbel aus dem Andrassy-Schloss in Betliar nach Trebišov gebracht werden. Damit ist man bestrebt die Erinnerung an die Andrássys wieder zu beleben. Inzwischen sind Teile des Schlosses als Museum für die Öffentlichkeit wieder zugänglich.